# Adiralu, Hiriyur
Adiralu là một làng thuộc tehsil Hiriyur, huyện Chitradurga, bang Karnataka, Ấn Độ.